# Прийняття бажаного за дійсне
Прийняття́ ба́жа́ного за ді́йсне — це формування переконань та прийняття рішень відповідно до того, що є приємним, замість того, щоб звернутись до наявних доказів, раціональності або реальності. Такі дії є результатом вирішення конфліктів між переконаннями та бажаннями. Дослідження показали, що за інших рівних умов, учасники експериментів передбачають позитивні наслідки подій як більш ймовірні, ніж негативні (див також ефект валентності). Однак, новіші дослідження також містять свідчення, що при певних обставинах, наприклад коли зростає загроза, виникає зворотній ефект.
Деякі психологи стверджують, що позитивне мислення може позитивно впливати на поведінку, а отже дозволяти досягти кращих результатів. Це називається «ефект Пігмаліона».

## Відомі приклади
Серед найвідоміших прикладів прийняття бажаного за дійсне є такі:
- Американський економіст Ірвінг Фішер сказав «ціни на акції досягли значень перманентно високого плато» всього за декілька тижнів до Біржового краху 1929 р., за яким в США настала Велика депресія.
- Адміністрація Дж. Ф. Кеннеді стверджувала, що у разі переваги кубинських сил, повстанці, підтримувані ЦРУ зможуть «уникнути знищення, розчинившись у сільській місцевості» під час Операції в Затоці Свиней.[3]
- Біблія, у Посланні до Євреїв (Євр. 11:1),[4] визначає віру як «підставу сподіваного, доказ небаченого.».[5][6]

## Як омана
На додаток до того, що «прийняття бажаного за дійсне» є когнітивним упередженням та не надто добрим зразком процесу прийняття рішень, цей ефект також є особливою неформальною оманою у суперечці, коли передбачається, що якщо дуже хочеться, щоб щось було правдою чи неправдою, воно фактично є правдою чи неправдою. Ця омана має форму твердження: «Я бажаю, щоб P було правдою/неправдою, тому P є правдою/неправдою.» Прийняття бажаного за дійсне, якби таке твердження було правильним, засновувалось би на звертаннях до емоцій і було б відволікаючим маневром.
Прийняття бажаного за дійсне також може спричинити «сліпоту» до непередбачуваних наслідків.

## Прийняття бажаного за дійсне (зорове сприйняття)
Прийняття бажаного за дійсне (омана зору) — це феномен, коли внутрішній стан людини впливає на її візуальне сприйняття. Люди мають тенденцію вірити, що вони сприймають світ таким, який він є насправді, але дослідження вказує на інше. На сьогодні існує два основні типи прийняття бажаного за дійсне (зорове сприйняття), засновані на тому, де така омана зору відбувається — у категоризації або у відтворенні середовища.

## Історія питання
Концепція прийняття бажаного за дійсне була вперше запропонована підходом Нового Погляду у психології. Цей підхід став популярним у 1950-ті роботами Джерома Бруннера та Сесілі Гудман. У своєму класичному дослідженні 1947 року, вони попросили дітей показати їх сприйняття розміру монет шляхом зміни розміру отвору у дерев'яному ящику. Кожна дитина тримала монету у лівій руці на тій самій висоті та відстані від отвору у ящику, а правою тиснула на кнопку для зміни розміру отвору. Діти були поділені на три групи, дві експериментальні і одну контрольну, по 10 дітей у кожній. Контрольну групу попросили оцінити розмір картонних кругляків завбільшки з монети, замість самих монет. В середньому, діти в експериментальних групах переоцінили розмір монет на 30%. На другому етапі експерименту, Бруннер та Гудман поділили дітей на групи в залежності від їх економічного статусу. Знов, і «бідну», і «багату» групи попросили оцінити розмір справжніх монет шляхом зміни діаметра отвору. Як і очікувалось, обидві групи переоцінили діаметр монет, але «бідна» група переоцінила діаметр майже на 50%, що майже на 30% більше від оцінки «багатої» групи. З цих результатів Брунер та Гудман зробили висновок, що бідніші діти мали більше бажання до грошей і отже монети їм видавалися більшими. Ця гіпотеза заклала основу психологічного підходу Новий Погляд, який припускає, що суб'єктивний досвід з річчю впливає на її візуальне сприйняття. Деякі психодинамічні психологи застосували положення Нового Погляду для пояснення того, як індивіди можуть захищати себе від турбуючих, неприємних візуальних стимулів. Однак психодинамічний погляд втратив підтримку, оскільки в нього була відсутня належна модель, яка б включала, як підсвідоме може впливати на сприйняття.
Хоча деякі подальші дослідження відтворили результати Бруннера та Гудман, підхід Нового Погляду був в цілому відкинутий на початку 1970-х, оскільки експерименти містили багато методологічних помилок і не брали до уваги такі фактори як упередження звітуючого та контекст, що значно скривлювали результат. Новий Погляд отримав відродження у нещодавніх дослідженнях, однак до нього були внесені методологічні покращення для виправлення минулих нарікань.

## Основні механізми

### Пізнання
Невідомі конкретні когнітивні механізми, які є основою прийняття бажаного за дійсне (як у мисленні, так і при зоровому сприйнятті). Оскільки ці концепції все ще перебувають у стадії розвитку, триває дослідження механізмів, що створюють цей феномен. Однак, деякі механізми вже запропоновані.
Прийняття бажаного за дійсне може бути віднесено до трьох механізмів: упередження уваги, упередження інтерпретації та упередження реакції. Таким чином, прийняття бажаного за дійсне може виникнути на трьох різних стадіях когнітивної обробки. По-перше, на найнижчій стадії когнітивної обробки, люди вибірково реагують на зовнішні підказки. Людина може звертати уваги на докази, які підтримують її бажання та відкидати докази, які їм суперечать. По-друге, прийняття бажаного за дійсне може виникнути внаслідок вибіркової інтерпретації підказок. У цьому випадку, людина змінює не свою увагу до підказки, а свою інтерпретацію цієї підказки. І по-третє, прийняття бажаного за дійсне може виникнути на вищій стадії когнітивної обробки, коли формується реакція на підказку і до неї включається упередження.
При зоровому сприйнятті, прийняття бажаного за дійсне формується за тими самими механізмами, оскільки включає обробку ситуаційних підказок, включно з візуальними. Однак, оскільки при зоровому сприйнятті відбувається передсвідома обробка візуальних підказок та їх асоціація з бажаними наслідками, упередження інтерпретації та упередження реакції не можуть застосовуватись, оскільки вони відбуваються на стадії свідомої когнітивної обробки. Отже, це явище може пояснити і четвертий механізм під назвою «набір сприйняття». Цей механізм передбачає, що ментальні стани або асоціації, активовані до того, як об'єкт попадає в поле зору, приховано направляють візуальну систему протягом обробки. І отже, підказки добре впізнаються, коли вони пов'язані з таким ментальним станом або асоціацією.
Деякі науковці вважають, що прийняття бажаного за дійсне при зоровому сприйнятті виникає внаслідок когнітивної проникності, а саме завдяки тому, що виші когнітивні функції здатні напряму впливати на досвід сприйняття, замість впливу на сприйняття лише на вищих рівнях його обробки. Інші, які виступають проти когнітивної проникності, доводять, що сенсорні системи працюють за модульним принципом з когнітивними станами, створюючи свій вплив тільки після того, як стимул був сприйнятий.

#### Категоризація та обробка
За спостереженнями, феномен прийняття бажаного за дійсне при зоровому сприйнятті виникає на ранніх стадіях категоризації. Ця тенденція продемонстрована дослідженням з використанням неоднозначних зображень та бінокулярного суперництва. На сприйняття впливає обробка як за низхідним принципом («зверху до низу»), так і за висхідним принципом («знизу догори»). У візуальній обробці, висхідний принцип є дуже жорстким у порівнянні зі гнучким низхідним принципом". При висхідній обробці, стимули розпізнаються за точками фіксації, наближеністю та фокусними ділянками для побудови об'єктів, а низхідна обробка більше залежить від контексту. цей ефект спостерігається при фіксуванні установки та при різних  емоційних станах. Традиційні ієрархічні моделі обробки інформації описують ранню візуальну обробку як вулицю з одностороннім рухом: рання візуальна обробка переходить у концептуальну систему, але концептуальна система не впливає на візуальні процеси. На сьогодні, дослідження відкидають цю модель та передбачають, що концептуальна інформація може впливати на ранню візуальну обробку, а не лише викривлювати системи сприйняття. Такий вплив отримав назву концептуального або когнітивного проникнення. Дослідження когнітивного проникнення використовують стимули з пар «концепція-категорія» та вимірюють час реакції для визначення, чи впливає категорія на візуальну обробку. Ефект категорії є різниця між часом реакції наприклад в таких парах як Bb і Bp. При вимірюванні концептуальної проникності використовувались одночасні та послідовні судження про пари. Час реакції зростав при зростанні анахронії появи стимулу, підтверджуючи, що категорії впливають на візуальну репрезентацію та концептуальну проникність. Дослідження з більш значущими стимулами (наприклад, зображення кішок та собак) дозволяють більшу варіабельність сприйняття та аналіз типовості стимулів (наводились зображення кішок і собак у різних позах, більш або менш характерних). Розпізнавання зайняло більше часу для картинок однієї категорії (собакаa-собакаb) порівняно з розпізнаванням між категоріями (собака-кішка), що підтримує теорію про вплив знання на категоризацію. Отже, на візуальну обробку, виміряну судженнями про фізичну різницю, впливає не-візуальна обробка, що підтримує теорію концептуального проникнення.

### Нейронна схема
Ділянки мозку, які мотивують прийняття бажаного за дійсне, асоціюються з тими самими регіонами, що відповідають за соціальну ідентифікацію і винагороду. Було здійснено дослідження цих ділянок з використанням МРТ під час, коли учасники оцінювали ймовірність виграшу для серій футбольних команд. Перед оцінкою, учасники надавали інформацію щодо своїх улюблених, нейтральних та «ненависних» футбольних команд. Прийняття бажаного за дійсне було пов'язано з теорією соціальної ідентичності, коли людина надає перевагу учасникам своєї групи перед учасниками інших груп. У цьому випадку, учасники експерименту надавали перевагу улюбленим футбольним командам.
Під час виконання завдань на прийняття бажаного за дійсне, диференціальна активність була виявлена у трьох областях мозку: дорсальній медіальній ділянці префронтальної кори, тім'яній долі та веретеноподібній звивині в потиличній долі. Диференціальна активність в потиличних і тім'яних областях передбачає режим селективної уваги до представлених підказок (сигналів), а отже, підтримує гіпотезу про когнітивну обробку нижнього рівня або упередженість уваги. Однак, диференціальна активність у префронтальній корі також припускає і когнітивну обробку високого рівня. Активність префронтальної кори пов'язана з уподобаннями, включеними у соціальну ідентифікацію. В результаті, коли підказки важливі для індивіда, наприклад улюблена футбольна команда, активується префронтальна кора. Ця самоідентифікація має гедоністичну цінність, що в свою чергу стимулює систему винагород. Differential activation of the reward system areas was only seen in conjunction with the activation of occipital lobe. А активація системи винагород та самоідентифікації може призвести до управління візуальною увагою.
Магноцеллюлярний (М) і парвоцелюлярний (P) шляхи, які ведуть до орбітофронтальної кори, відіграють важливу роль в низхідних процесах, які сприйнятливі до когнітивної проникності. Магноцеллюлярна обробка упереджених стимулів активує орбітофронтальну кору; швидкі магноцеллюлярні проєкції пов'язують рано-візуальний і задньоскроневе розпізнавання об'єкту і працюють з орбітофронтальною корою, допомагаючи генерувати ранні прогнози об'єктів на основі наборів сприйняття.

## Увага
Людина має фізіологічно обмежене візуальне поле, яке має селективно спрямовуватись на певні стимули. Увага є когнітивним процесом, який дозволяє це робити, та може бути відповідальною за феномен прийняття бажаного за дійсне у зоровому сприйнятті. Різноманітні фактори, такі як очікування, бажання та страхи допомагають спрямовувати увагу. Як наслідок, ці когнітивні досвіди можуть вливати на досвід сприйняття. В свою чергу, увага може призвести до планового руху, створюючи механізм, в якому візуальні стимули можуть впливати на поведінку.
Дефіцити уваги також можуть призвести до зміненого досвіду сприйняття. Одним з таких дефіцитів є неуважна сліпота, коли неочікувані події не помічаються. Використовуючи пагадигму неуважної сліпоти дослідники Уайт та Девіс, просили учасників сфокусуватися на хресті в центрі екрану. Спочатку, цифрова підказка щодо кількості літер, які з'являться на кінцях хреста, з'являлася у центрі хреста. Після цього, на кінцях хреста з'являлися самі літери. В чотирьох спробах, кількість літер відповідала кількості, заявленій у підказці. У п'ятій спробі, половині учасників показали число, яке було менше за фактичну кількість літер, які з'явилися, а половині — правильне число. Літери з'явилися у поєднанні з неочікуваним стимулом (додатковими літерами). Учасників спитали, які літери з'явилися і чи побачили вони неочікуваний стимул. Учасники, яким показали цифру меншу ніж кількість літер, більшою мірою продемонстрували неуважну сліпоту, та у меншій кількості випадків побачили додатковий стимул, ніж ті, хто очікував правильну кількість. Ці результати вказують на те, що на здатність до уваги впливають очікування. Це також надає подальших доказів, що когнітивні процеси поєднуються, щоб допомогти створити досвід сприйняття.
Хоча увага може сприяти покращеній обробці сприйняття, відсутність уваги до стимулів також може вести до покращеного сприйняття стимулів. Перед початком експерименту учасникам повідомили, на яку діагональ звертати увагу. Після цього їм показували стимули (решітки різної текстури) та підказку відповіді, яка вказувала діагональ, для якої учасники повинні були визначити своє сприйняття. У 70% випадків підказка відповіді відповідала інформації, наданій учасникам до початку, а у 30% — ні. Учасників попросили надати інформацію щодо текстури решітки, яка з'явилася у підказці відповіді та оцінити її видимість. Таким експеримент дозволив порівняти сприйняття уважних (підказаних) та не-уважних (не-підказаних) стимулів. Більша видимість була вказана для не-уважних стимулів. Отже, неувага призвела до переоцінки чутливості сприйняття. Це дослідження натякає, що упередження уваги, механізм прийняття бажаного за дійсне, спирається не тільки на те, на чому людина фіксується, а і на не-уважних стимулах також.

### Інтерпретація емоції
Емоція часто інтерпретується через візуальні підказки на обличчі, мову тіла та контекст. Однак, дослідження показали, що контекст та культурне підґрунтя також впливає на візуальне сприйняття та інтерпретацію емоції. З набором сприйняття асоціюються міжкультурні відмінності у «сліпоті до змін» або тенденція до звертання уваги на візуальні сцени певним чином. Наприклад, східні культури мають тенденцію надавати більшого змісту задньому фону об'єкту, а західні культури — центральним об'єктам сцени. Набори сприйняття є також результатом естетичних преференцій культури. Отже, культурний контекст може впливати на те, як люди збирають інформацію з обличчя, як і в випадку з ситуаційним контекстом. Наприклад, люди білої раси фіксуються довкола очей, носа та рота, а азіати — на очах . Індивідам з різним культурним підґрунтям запропонували серію облич та попросили відсортувати їх на купки за емоціями. Фіксація на різних рисах обличчя призвела до різного читання емоцій. Фокус азіатів на очах призвів до сприйняття ними емоції на переляканих обличчях як сюрпризу, а не страху. Отже, минулі асоціації або звичаї індивіда можуть призвести до різної категоризації або впізнавання емоції. Зазначена вище відмінність у візуальному сприйнятті емоції передбачає упередження уваги як механізм прийняття бажаного за дійсне, оскільки певні візуальні підказки бралися до уваги (ніс, очі), а інші — ігнорувалися (рот).

### Оптимізм
Прийняття бажаного за дійсне часто пов'язують з упередженням оптимізму, при якому індивіди мають схильність очікувати хороший результат навіть за відсутності підстав для таких очікувань в реальності. Для визначення нейронних зв'язків в основі упередження оптимізму, дослідження за допомогою функціонального МРТ сканувало мозок учасників під час того, як вони спочатку пригадувати автобіографічні моменти життєвих подій, а потім рейтингували спогади по декількох шкалах. Ці рейтинги показати, що учасники бачили майбутні позитивні події більш позитивними, ніж минулі, а негативні моменти — як такі, що перебували далі в часі.
Важливо також звертати увагу на фізичні аспекти, такі як рух ока та активність мозку та їх зв'язок з прийняттям бажаного за дійсне та оптимізмом. Ісааковіц (2006) досліджував мотиваційну роль погляду, який на його думку сильно корелює з інтересами та персоною індивіда. У його дослідженні, людей з різною самооцінкою свого оптимізму просили подивитися на фотографії раку шкіри, малюнки, схожі на малюнки раку шкіри та нейтральні обличчя. Використовуючи віддалену систему контролю за рухом ока, яка вимірювала рух погляду учасника, Ісааковіц побачив, що більш оптимістично налаштовані молоді дорослі витрачали менше часу на погляд на фотографії раку шкіри ніж менш оптимістичні учасники. Ці данні були підтверджені в наступному дослідженні, в якому учасників тестували на генетичну схильність до раку шкіри (хоча частина учасників була в групі більшого ризику, виші рівні оптимізму корелювали з меншою фіксацією погляду, незважаючи на те, що фотографії були суттєві для частини учасників).

## Методологія
Прийняття бажаного за дійсне часто вивчається в контексті психології через застосування досліджень неоднозначних фігур, де гіпотезою є те, що при отриманні неоднозначного стимулу, учасник проінтерпретує цей стимул певним чином в залежності від умов або фіксування установки, яких він зазнає.
Бальчетіс та Даннінг (2013) досліджували ефект прийняття бажаного за дійсне в зоровому сприйнятті шляхом двох експериментів: в першому використовувались два неоднозначні стимули, зображення, яке можна було читати як «B» або «13», та зображення коня або морського котика. Другий експеримент був тестом на бінокулярне суперництво, в якому учасникам показали одночасно літеру «H» та цифру «4» (один стимул для кожного ока). У кожному експерименті, експериментатори асоціювали один зі стимулів з бажаним результатом, а другий — з негативним (наприклад, літера «B» асоціювалась зі свіжим апельсиновим соком, а «13» з несмачним дієтичним смузі, а в експерименті бінокулярного суперництва, літера асоціювалась з фінансовою вигодою, а цифра — з фінансовою втратою). Результати експеримента продумонстрували, що учасники частіше спостерігали символи, асоційовані з позитивною ситуацією або наслідком, ніж з негативним. Ця сильна кореляція між сприйняттям та позитивним проти негативного стимулу демонструє, що ми маємо тенденцію бачити світ на основі наших бажань. Концепція прийняття бажаного за дійсне в зоровому сприйнятті вказує на процес сприйняття, заснований на мотивації.
Бальчетіс та Дейл (2007) у своєму чотири-вимірному дослідженні також передбачають, що ми спостерігаємо світ з упередженнями. Одна з частин цього дослідження адресувалась мотивованій інтерпретації об'єкта і використовувала ситуацію інтерпретації неоднозначного об'єкта (а саме куб Некера), що не містить заснованих на мові характеристик, якою б можна було «підготувати» учасників. Багато досліджень стверджують, що те, що люди сприймають або бачать, засноване на наших внутрішніх мотиваціях та цілях, однак важливо звертати увагу на те, що деякі ситуації «підготовки» учасників" або навіть їх внутрішні погляди можуть вплинути на інтерпретацію стимулу. З урахуванням цього, Бальчетіс та Дейл (2007), поділили 124 студенти Університету Корнелла на три групи, кожну з яких попросили уявити одну з трьох деталізованих умов: умову погляду вгору (учасників попросили уявити, як вони дивляться вгору на високу будівлю), умову погляду вниз (погляд у глибокий каньйон), та нейтральну/пласку умову (стояння на пласкому полі). Учасникам потім показати неоднозначний куб Некера на екрані комп'ютера та попросили клацнути на ту з двох синіх ліній, яка їм здавалася ближчою. Лінія, яку обирали учасники, залежала від того, як вони визначали положення куба — дивиться вперед або назад. Результати дослідження продемонстрували, що більшість тих, кого просили уявити, що вони дивляться вгору, бачили куб як такий, що дивиться вперед, ті, кого просили уявити погляд вниз — бачили куб, що дивиться назад, а «нейтральні» учасники" поділилися майже порівну. Ці результати показую, що фіксування установки щодо мови стимулу впливало на ідентифікацію об'єкта. При цьому, в кожній умові спостерігалась і ідентифікація об'єкта, на яку вплинула мотивація.
Схожі результати були і у дослідженні, проведеному Шангізі та Холл (2001), яке стосувалося прийняття бажаного за дійсне та ціле-орієнтованої ідентифікації об'єкту. Досліджувались рівні спраги серед учасників та їх зв'язок з тенденцію ідентифікувати неоднозначно прозорий стимул як прозорий (дослідження стверджує, що прозорість є природною, але не очевидною якістю, пов'язаною з водою, типово прозорою субстанцією). Результати дослідження показали явну тенденцію учасників зі спрагою (яким сказали з'їсти пакет чипсів безпосередньо перед дослідженням) інтерпретувати неоднозначний стимул як прозорий. Більш того, учасники без спраги (їм сказали випити скільки води перед дослідженням, щоб вони сказали що не відчувають спраги) були менш схильні інтерпретувати неоднозначний стимул як прозорий. Дослідження робить висновок, що зміна біологічного стану, у випадку учасників — рівень спраги, яка сприяє прийняттю бажаного за дійсне, може прямо впливати на візуальне сприйняття.

### Уявлення про навколишнє середовище
Прийняття бажаного за дійсне також широко присутнє у такій області як уявлення про навколишнє середовище. Багато досліджень свідчать, що бажання або мотивація впливають на оцінку розміру, відстані, швидкості, довжини та ухилу оточення або цілі. Наприклад, бажані об'єкти видаються ближчими. Прийняття бажаного за дійсне впливає на бачення атлетами м'ячів та іншого обладнання. Наприклад, футболісти, які бачать м'яч більшим ніж насправді, краще попадають по ньому, а тенісисти, які краще відбивають, бачать сітку нижчою, а м'яч повільнішим ніж насправді. На сприйняття відстані та ухилу впливає рівень енергії; люди з важкою ношею бачать пагорби крутішими, а відстань довшою; ціль, яка розташована на пагорбі видається більш віддаленою, ніж розташована на рівній землі; люди у гарній формі бачать пагорби нижчими, а втомлені бігуни — крутішими. Це сприйняття модулюється тим, що було придумано як «ефективні витрати енергії». Іншими словами, те, що люди сприймають як зростання зусиль (крутіший схил) може схиляти людей відпочивати замість витрати додаткової енергії.
На сприйняття відстані також впливає когнітивний дисонанс. Величина когнітивного дисонансу маніпулювалась таким чином: «групу багатого вибору» налаштували таким чином, що вони думали, що самі обрали наряд Кармен Міранди з-поміж інших для прогулянки по університетському містечку, а «групі бідного вибору» сказали, що вони мають вдягнути цей наряд для такої прогулянки. Для зменшення когнітивного дисонансу у групі багатого вибору, її учасники змінили своє ставлення для відповідності ситуації — а саме ситуація їм здавалася менш екстремальною (коротша відстань), ніж для групи бідного вибору.

## Зворотне прийняття бажаного за дійсне
Незважаючи на те, що люди типово змінюють їх логіку та уявлення відповідно до своїх бажань, у деяких випадках прийняття бажаного за дійсне може стати оберненим. Цей процес трапляється, коли зростає небезпека. Для виміру зворотнього прийняття бажаного за дійсне у зоровому сприйнятті була використана ілюзія Еббінгауза, коли учасники, які оцінювали негативні флангові цілі, недооцінювали їх менше, ніж позитивні або нейтральні. Почуття страху також впливало на оцінку небезпечного об'єкту як ближчого, ніж насправді, так само, як попередні дослідження показували, що бажаний об'єкт здається ближчим.

## Інші пов'язані теми

### Прокрастинація і мотивація
Сігалл, Кругланскі та Фьокк (2000) отримали свідчення, що люди, у більшій мірі схильні до прийняття бажаного за дійсне (за результатами оцінки), були більш схильні і до прокрастинації, коли їх до того мотивували (їм казали, що завдання, яке вони починали робити, неприємне). Коли казали, що завдання буде приємне, відмінності у обсягу прокрастинації не спостерігалось. Це показує, що люди, більш схильні до прийняття бажаного за дійсне, при відповідній мотивації, вважають себе більш здатними виконати завдання за менший проміжок часу, і отже демонструють ефект прийняття бажаного за дійсне, вважаючи себе більш вправними, ніж насправді, і в результаті, відкладають роботу над неприємним завданням.

## Додатково
- Harvey, Nigel (1992). Wishful thinking impairs belief-desire reasoning: A case of decoupling failure in adults?. Cognition. 45 (2): 141—162. doi:10.1016/0010-0277(92)90027-F. PMID 1451413.
- Gordon, Ruthanna; Franklin, Nancy; Beck, Jennifer (2005). Wishful thinking and source monitoring. Memory & Cognition. 33 (3): 418—429. doi:10.3758/BF03193060.[недоступне посилання з квітня 2019]
- Sutherland, Stuart (1994) Irrationality: The Enemy Within Penguin. ISBN 0-14-016726-9 Chapter 9, «Drive and Emotion»